# Lessonia (alga)
Lessonia es un género de laminaria (alga) natural del océano Pacífico. Su hábitat se restringe al hemisferio sur y se distribuye a lo largo de las costas de América del Sur, Nueva Zelanda, Tasmania, y las islas antárticas.
Jean Baptiste Bory de Santo-Vincent, naturista y geógrafo francés describió el género por primera vez en 1825.
Es uno de los dos géneros principales en los bosques de algas (el otro es Macrocystis). En Chile, la conservación de Lessonia es vital para preservar la biodiversidad presente en las orillas pedregosas.
Estudiando la cosecha de poblaciones silvestres de Lessonia, los biólogos marinos pueden analizar los efectos de esta fauna y flora.
En Nueva Zelanda están presentes cuatro especies de este género. L. Tholiformis sólo se encuentra en las islas Chatham y L. Adamsiae sólo se encuentra en las islas Snares.
Algunas especies son explotadas comercialmente, como la Lessonia nigrescens, que es cosechada para obtener ácido algínico.

### Especies
- Lessonia adamsiae
- Lessonia brevifolia
- Lessonia corrugata
- Lessonia frutescens
- Lessonia nigrescens
- Lessonia searlesiana
- Lessonia tholiformis
- Lessonia trabeculata
- Lessonia vadosa
- Lessonia variegata
- Lessonia media

## Distribución
De acuerdo con Hoffmann y Santelices (1997), la especie se distribuye desde Antofagasta a Puerto Montt. Años más tarde se reportó la presencia de la especie en las costas de la Región de Tarapacá, desde la localidad de Pisagua hacia el sur.

## Biología
Las algas son de color café a café claro, con forma de arbusto, de hasta 2,5 m de alto. Crecen en ambientes submarinos y forman bosques en áreas expuestas y semi-expuestas. Se fijan al sustrato con un disco irregular, no macizo, formado por hapterios fusionados de hasta 20 centímetros de diámetro. De allí emergen estipes aplanados que se ramifican dicotómicamente conformando frondas que se continúan dividiendo de igual forma. Las frondas son muy planas, de forma lanceolada, anchas y con márgenes lisos, a veces denticulados.

## Cultivo
Existen documentos técnicos para la producción de plántulas de macro algas pardas de las especies Lessonia trabeculata para ser desarrolladas en "hatchery" o invernaderos.
El procedimiento de producción de plántulas de macro algas comienza con la recolecta de hojas en la fase reproductiva, recolectada desde el medio por buzos. Estas hojas son transportadas al laboratorio, donde son seleccionadas y cada hoja reproductiva es recortada. Luego, cada hoja es lavada y limpiada con soros. Estas hojas son enjuagadas con agua de mar estéril. Las hojas se dejan secar con papel absorbente durante 12 horas en total oscuridad. Tras este procedimiento, son cortadas en trozos pequeños y rehidratadas con agua de mar filtrada para que se produzca la liberación de zoosporas. Se acopian las zoosporas y se siguen los siguientes procedimientos:
1. Pre-cultivo en cuerda: los esporofitos son fijados en cuerdas dentro de estanques con agua de mar al alcanzar un tamaño adecuado estos son trasladados al mar.
2. Pre-cultivo en suspensión: los esporofitos en desarrollo se mantienen en probetas donde alcanzan un tamaño adecuado para ser amarrados a cuerdas y posteriormente llevados al mar.